# Norgesmesterskapet i fotball for menn
Norgesmesterskapet i fotball for menn er den norske pokalturnering. 
Turneringen spilles i dag i to kvalifikationsrunder og fire ordinære runder, samt kvartfinaler, semifinaler og finale.
Hold som spiller i 3. divisjon eller lavere må kvalificere sig for at være med i turneringen. Hold i Eliteserien, 1. og 2. divisjon går direkte til første runde i turneringen.

## Antal pokaler siden 1963
11 NM
- Rosenborg 1964, 1971, 1988, 1990, 1992, 1995, 1999, 2003, 2015, 2016, 2018

6 NM
- Lillestrøm 1977, 1978, 1981, 1985, 2007, 2017
- Molde 1994, 2005, 2013, 2014, 2021/2022, 2023

5 NM
- Brann 1972, 1976, 1982, 2004, 2022/2023
- Strømsgodset 1969, 1970, 1973, 1991, 2010

4 NM
- Viking 1979, 1989, 2001, 2019
- Vålerenga 1980, 1997, 2002, 2008
- Bodø/Glimt 1975, 1993,2020,2024

3 NM
- Skeid 1963, 1965, 1974
- Fredrikstad 1966, 1984, 2006

2 NM
- Lyn 1967, 1968
- Tromsø 1986, 1996
- Aalesund 2009, 2011

1 NM
- Moss 1983
- Bryne 1987
- Stabæk 1998
- Odd Grenland 2000
- Hødd 2012

## Antal pokaler siden 1902
12 NM
- Odd 1903, 1904, 1905, 1906, 1913, 1915, 1919, 1922, 1924, 1926, 1931, 2000
- Rosenborg 1960, 1964, 1971, 1988, 1990, 1992, 1995, 1999, 2003, 2015, 2016, 2018

11 NM
- Fredrikstad 1932, 1935, 1936, 1938, 1940, 1950, 1957, 1961, 1966, 1984, 2006

8 NM
- Lyn 1908, 1909, 1910, 1911, 1945, 1946, 1967, 1968
- Skeid 1947, 1954, 1955, 1956, 1958, 1963, 1965, 1974

7 NM
- Brann 1923, 1925, 1972, 1976, 1982, 2004, 2022/2023

6 NM
- Lillestrøm 1977, 1978, 1981, 1985, 2007, 2017
- Molde 1994, 2005, 2013, 2014, 2021/2022, 2023
- Sarpsborg 1917, 1929, 1939, 1948, 1949, 1951
- Viking 1953, 1959, 1979, 1989, 2001, 2019

5 NM
- Strømsgodset 1969, 1970, 1973, 1991, 2010

4 NM
- Vålerenga 1980, 1997, 2002, 2008
- Ørn 1920, 1927, 1928, 1930

3 NM
- Frigg 1914, 1916, 1921
- Mjøndalen 1933, 1934, 1937

2 NM
- Bodø/Glimt 1975, 1993
- Mercantile 1907, 1912
- Tromsø 1986, 1996
- Aalesund 2009, 2011

1 NM
- Bryne 1987
- Gjøvik-Lyn 1962
- Grane 1902
- Hødd 2012
- Kvik 1918
- Moss 1983
- Sparta 1952
- Stabæk 1998